# Judéo-espagnol
Pour les articles homonymes, voir Ladino.
Ne doit pas être confondu avec ladin.
Le judéo-espagnol, ou ladino (לאדינו en hébreu, aussi judesmo, spanyolit, djudyo, tetuani ou haketiya, spanyol selon les lieux), est une langue judéo-romane dérivée du vieux castillan (espagnol) du XVe siècle et de l'hébreu. Elle est encore parlée de nos jours par un certain nombre de Juifs séfarades descendants principalement des Juifs expulsés d'Espagne en 1492 par le décret de l'Alhambra, dans une vaste aire géographique qui s'étend autour du bassin méditerranéen, qui l'ont préservée.

## Distinction
Selon le professeur Haïm Vidal-Sephiha, contrairement au judéo-espagnol, « le ladino est un judéo-espagnol qui ne se parle pas » ; il se définit comme une langue calque, soit le produit de la traduction littérale de l'hébreu en espagnol avec la syntaxe hébraïque,,,.
Le judéo-espagnol vernaculaire appelé djudeo-espanyol ou ladino, ou judesmo est différent du judéo-espagnol calque appelé aussi ladino,, qui est une variété stylistique écrite du judéo-espagnol, au vocabulaire castillan mais à la syntaxe hébraïque, inventée pour traduire les textes sacrés hébreux et araméens à l'intention des locuteurs de judéo-espagnol. Cependant le judéo-espagnol parlé, dont l'espagnol ne s'est différencié linguistiquement qu'à partir de 1620 environ, était généralement confondu avec le judéo-espagnol écrit à usage religieux, qui était simplement considéré comme un judéo-espagnol plus pur et plus littéraire.

## Dénomination

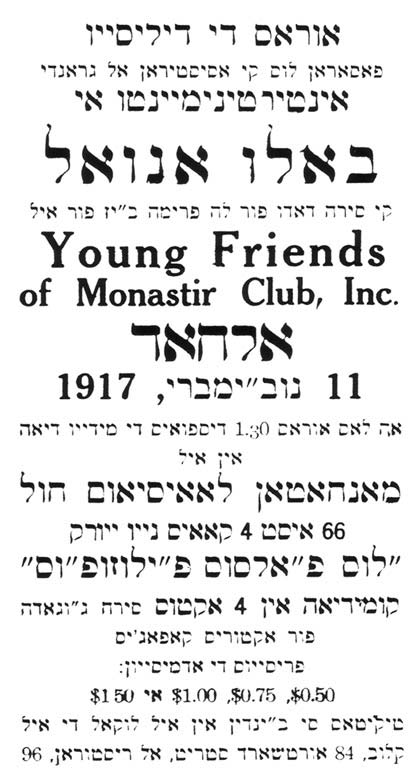
Affiche en ladino pour les Jeunes amis du club juif de Bitola (Monastir) en Macédoine, 1917.

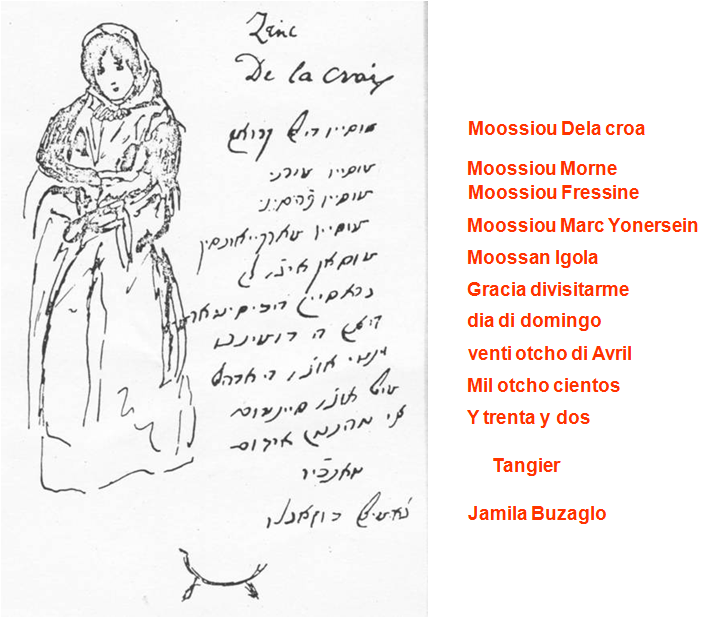
Lettre de Jamila Buzaglo au peintre Delacroix écrite en haketia, Tanger, juin 1832.

La langue était appelée ladino (variante du latin,,) et également par de nombreux noms locaux (djudezmo, djudyo, espanyoliko, tetuani, haketia, etc.), mais depuis que la plupart des locuteurs du judéo-espagnol se trouvent dans une société turque occidentalisée ou israélienne, ils ont préféré le nom ladino, probablement parce qu'il désignait moins que les autres l'identité juive. C'est ainsi qu'aujourd'hui[Quand ?], la langue est pratiquée par les descendants des Juifs expulsés d'Espagne à la fin du XVe siècle qui se réfugièrent en Turquie, en Grèce et dans la partie « séfarade » de la Bulgarie, langue essentiellement composée d'espagnol du XVe siècle, de quelques mots d'hébreu (surtout concernant la religion), et d'autres mots provenant des différents pays d'accueil (turcs, grecs, arabes, italiens, slaves ou bulgares), est appelée par eux « ladino » et non « judéo-espagnol ». Ce qu'ils appellent « judéo-espagnol »[réf. souhaitée] est par exemple le dialecte judéo-espagnol haketia parlée par les Juifs du Maroc espagnol.
Selon Ethnologue, Languages of the World et le professeur Vidal Sephiha : 
- ladino (לאדינו) est utilisé par les non-spécialistes, surtout en Israël ;
- djudezmo (aussi écrit judesmo) par les Juifs de Turquie et par les linguistes juifs ;
- judéo-espagnol par les philologues des langues romanes ;
- hakitia par les Juifs du Maroc septentrional ;
- tetuani en Oranie ;
- spanyol, espanyol, djudezmo, djudyo, djidyo, spanyolith, spanyolisch, espanyoliko par certains locuteurs[1],[17].

### Polysémie
Autrefois, le mot Djudyo (Juif) désignait à la fois la langue (le judéo-espagnol vernaculaire) et le locuteur du judéo-espagnol (le Judéo-espagnol). « En castillan médiéval, un ladino désigne un musulman ou un juif qui parle la langue des chrétiens, c'est-à-dire une langue romane dérivée du latin. Ladinar, c'est traduire un texte d'origine sémitique en hébreu ou arabe) en langue romane, en particulier en castillan ».
Le mot ladino signifie également en espagnol « rusé » ; Joan Coromines explique dans son dictionnaire étymologique de la langue espagnole que l'on est arrivé à ce sens à l'époque d'Al-Andalus : ladinar signifiait « traduire en latin une langue étrangère », et les ambassades arabes utilisaient des interprètes arabes (el mauro ladino : Maure comprenant l'espagnol - cette langue ayant été latinisée) dont on avait fini par se méfier en tant qu'espions dans les cours des royaumes chrétiens.
Ainsi, le mot ladino en espagnol a pris le sens de « rusé » ou « astucieux » et le garde jusqu'à nos jours,.

## Graphie

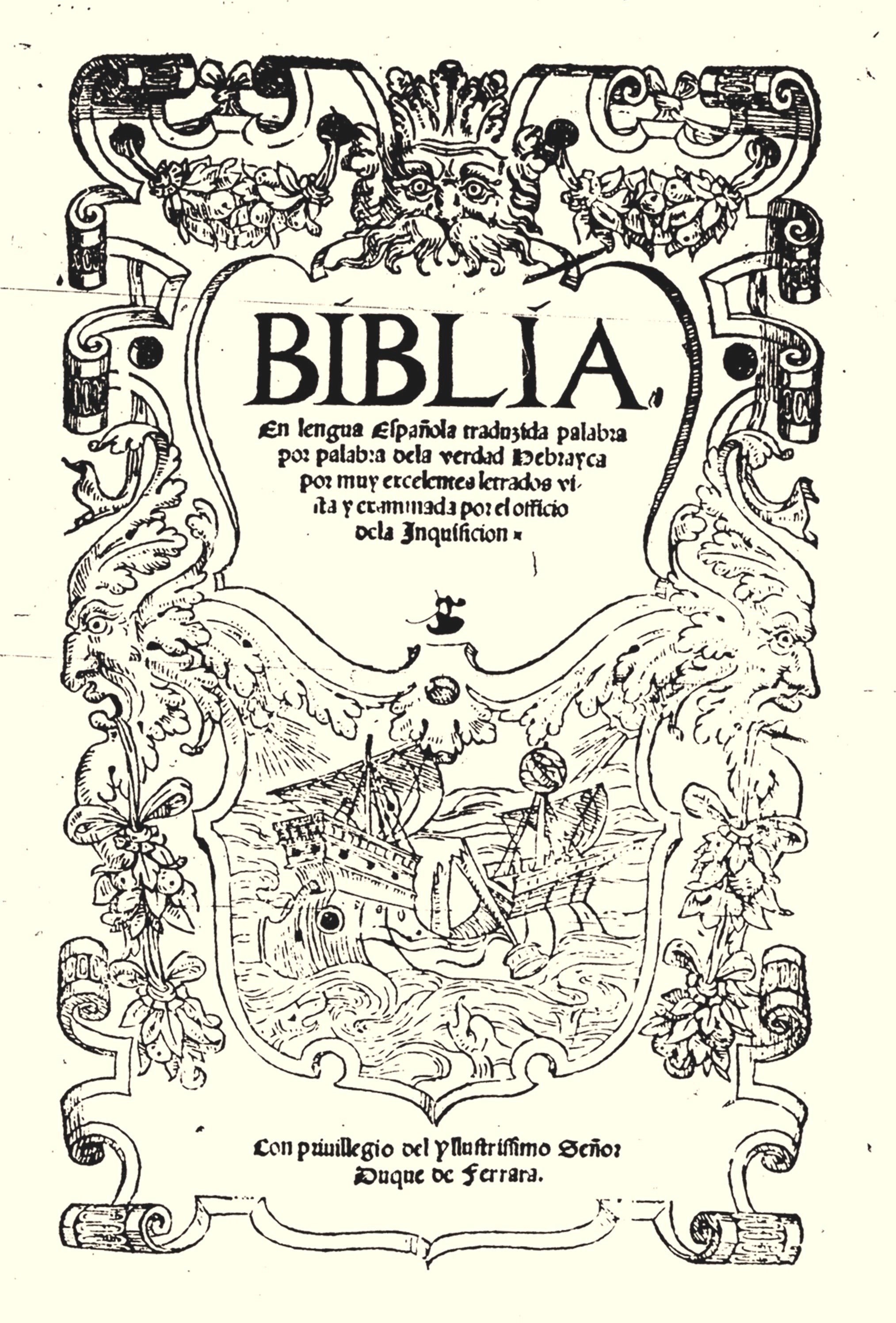
Bible de Ferrare écrite en ladino aux caractères latins de style gothique, publiée en Italie en 1553.

« En Espagne, on eut recours aux deux alphabets, latin et hébreu. Le ladino de la Biblia de Ferrara sera écrit en caractères latins, style gothique car destinée aux Marranes d'Espagne qui revenaient au judaïsme et ignoraient tout de l'hébreu. Bientôt, en Turquie, vers 1928, sur l'ordre du nouveau pouvoir républicain de Mustapha Kemal Pacha, l'écriture latine se substituera à l'écriture hébraïque. Cependant, longtemps encore, les anciens utiliseront le solitreo, écriture hébraïque manuscrite, qui leur servira de graphie clandestine dans les camps d'internement ».
Aujourd'hui[Quand ?], les Judéo-Espagnols écrivent leur langue selon les normes graphiques de leurs pays et en France, en adoptant « la graphie francocentriste de l'Association Vidas Largas de Paris, association pour la défense et la promotion de la langue et de la culture judéo-espagnole ».

## Histoire

### Origines
Après les expulsions des Juifs (notamment après les persécutions espagnoles de 1391) et principalement celle des Juifs d'Espagne par le décret de l'Alhambra, signé le 31 mars 1492 par les Rois catholiques d'Espagne Isabelle de Castille et Ferdinand II d'Aragon, près de 200 000 Juifs séfarades se dispersent dans tout le bassin méditerranéen. La diaspora juive espagnole adopte la langue de son pays d'accueil, mais conserve le castillan ancien qui deviendra le judéo-espagnol comme langue des affaires, notamment en Afrique du Nord, dans l'Empire ottoman ou aux Provinces-Unies.
En 1553, la Bible de Ferrare d'Abraham Usque et Yom-Tob Atias est rédigée en ladino sous l'Inquisition et inspire de nombreuses bibles espagnoles chrétiennes,.

### Évolution

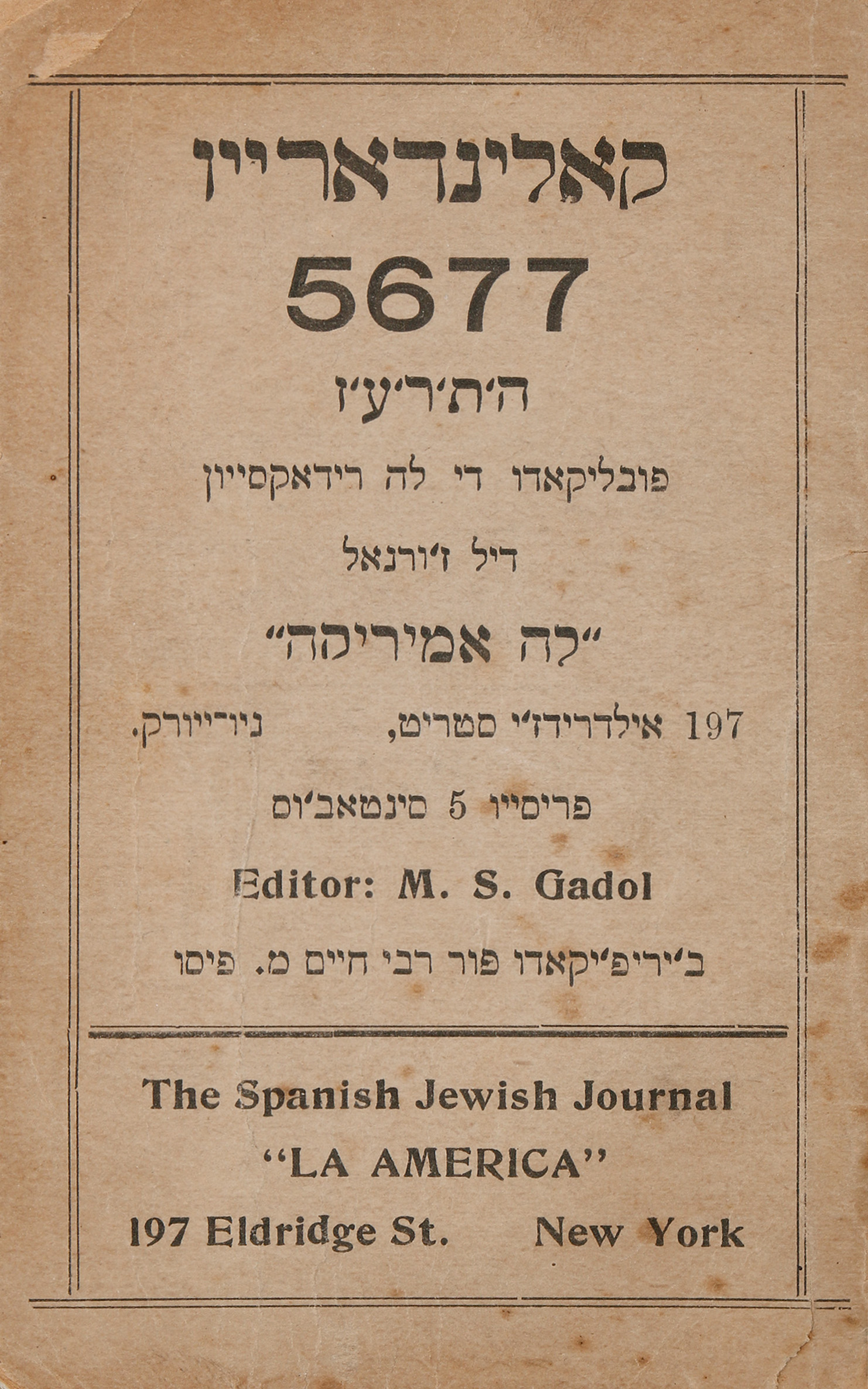
Calendrier en ladino publié dans le journal américain La Amerika, à New York en 1916.

Évoluant de la sorte en dehors de la péninsule Ibérique, le judéo-espagnol, langue castillane archaïsante du XVe siècle (outre les inclusions du léonais et de l'aragonais), est bientôt considéré comme spécifiquement juif, : à partir de 1620, les voyageurs espagnols péninsulaires ne reconnaissent plus leur langue dans cet espagnol archaïque parlé par les descendants des expulsés d'Espagne. Ce judéo-espagnol vernaculaire évoluera à son tour.
Aussi, le judéo-espagnol va s'enrichir lentement d'apports linguistiques à partir d'emprunts au turc, à l'hébreu, au slave, à l'arabe ou au français (contactologie) — pour cette dernière langue, de manière accélérée dès la création de l'AIU et de ses écoles françaises au sein des communautés juives de la diaspora, au milieu du XIXe siècle —, que le professeur Vidal-Sephiha appelle le judeo-fragnol,.
Au XVIIe siècle, les communautés juives hispanophones de la façade atlantique, des villes de l'ouest de la France comme Bordeaux et de Hollande, comme Amsterdam, connaissent le judéo-espagnol calque (ainsi Baruch Spinoza) ou ladino, cette traduction littérale de l'hébreu réservée aux textes sacrés ; mais ces Juifs ne parlent pas en revanche ce qu'on appelle désormais le djudezmo ou judéo-espagnol vernaculaire.
Au début du XXe siècle, le judéo-espagnol est la langue utilisée pour la propagande socialiste d'un parti antisioniste comme la Fédération socialiste ouvrière de Salonique, qui veut s'ancrer dans la population juive de Macédoine.

### Après la Shoah
Encore parlé par d'importantes communautés avant la Seconde Guerre mondiale, principalement dans les Balkans (voir les travaux du linguiste Kalmi Baruch sur le judéo-espagnol de Bosnie), le judéo-espagnol est devenu une langue en danger de disparition, à l'instar du yiddish, en grande partie à cause de la Shoah qui a décimé les communautés grecques de Salonique, yougoslaves, roumaines ou bulgares, mais aussi parce que, lors de la décolonisation et surtout des guerres israélo-arabes, une grande partie de la communauté marocaine a quitté l'Afrique du Nord. En 1948, environ 35 000 personnes parlaient le judéo-espagnol à Tanger-Tétouan. Ainsi, le judéo-espagnol a perdu une partie de ses locuteurs. L’Unesco le classe parmi les 6 000 idiomes en danger à travers le monde,.
L'Autorité Nationale du Ladino (ANL) est un organisme israélien international créé en 1997, sur la base d'une loi adoptée par la Knesset, le parlement israélien, le 17 mars 1996. L'ANL défend la langue et la culture judéo-espagnole en encourageant la création dans cette langue et en publiant les grandes œuvres de la littérature judéo-espagnole. Elle joue également un rôle de transmission et de commémoration en participant à la sauvegarde de l'héritage des communautés séfarades disparues dans la Shoah.

#### Regain
Après la Seconde guerre mondiale, l'Université crée des chaires de judéo-espagnol (langues, culture et civilisation) à travers le monde, conduisant à un regain d'intérêt pour cette discipline :
- 1967 : à l'École des Langues et Civilisations Orientales Vivantes à Paris ;
- à la Sorbonne (Institut d'Études hispaniques) et à l'École pratique des hautes études ;
- 1972 : à l'Université Libre de Bruxelles (Institut Martin Buber) ;
- dans les établissements où enseigne le professeur Haïm Vidal Sephiha (plus de 400 travaux en judéo-hispanologie) ;
- après un premier temps de rejet, le judéo-espagnol s'enseigne désormais dans la plupart des universités israéliennes.

Au tournant du millénaire, le judéo-espagnol rencontre un regain d'intérêt grâce à la littérature et à l'enseignement universitaire, que d'aucuns appellent « renaissance ». Depuis la pandémie de Covid19 et les différents confinements, le ladino suscite encore un nouvel engouement mondial sur Internet par des locuteurs et des apprenants juifs et non-juifs.

### Locuteurs
Sur les quelque 365 000 Judéo-espagnols décomptés en 1925, 160 000 ont péri.

Répartition historique des locuteurs du judéo-espagnol dans le bassin méditerranéen. Les points cerclés indiquent les communautés de locuteurs actuels.

De nos jours, les Judéo-espagnols sont au nombre approximatif de 398 000 : Israël (300 000), Bulgarie (3 000), Turquie (15 000), Maroc septentrional (3 000), États-Unis (15 000), Grèce (2 000), France, Belgique et Angleterre (40 000). Tous ces locuteurs sont bilingues voire trilingues.

## Description
La langue parlée a conservé des traits semblables au castillan ancien de la fin du XVe siècle, ce qui lui a donné sa spécificité par rapport à l'espagnol (castillan) moderne.

### Phonologie
Le judéo-espagnol est plus proche phonologiquement du castillan ancien que moderne. De façon générale, il a conservé les fricatives sonores (/v/ /z/) et les chuintantes (/ʃ/ /ʒ/) de l'espagnol médiéval, dont la phonologie s'est par la suite considérablement réorganisée entre le milieu du XVIe siècle et le milieu du XVIIe siècle.
En particulier, le judéo-espagnol ne connaît pas le phonème guttural /x/ pour la lettre j (jota) espagnole - prononciation qui lui est postérieure. L'espagnol de la fin du XVe siècle possédait deux lettres différentes correspondant à l'actuel j : x se prononçait comme le « ch » français, et j se prononçait comme « j » ou « dj » français, et le judéo-espagnol a conservé tous ces sons. Le j de l'espagnol moderne correspond ainsi en judéo-espagnol au son « ch » français ou à « j » ou « dj » français :
- judéo-espagnol kasha « caisse » (sh prononcé comme « ch » français) / espagnol caja (j prononcé /x/, son guttural ressemblant à un « h » fort) ;
- judéo-espagnol ijo « fils » (« j » comme en français) / espagnol hijo (h non prononcé et j prononcé /x/) ;
- judéo-espagnol djente « gens » (« dj » comme en français) / espagnol gente (g prononcé /x/)[19].

Le s espagnol moderne (prononcé « ss » français) peut par ailleurs correspondre au z judéo-espagnol (« z » français) du castillan ancien : par exemple judéo-espagnol meza « table » / espagnol mesa, judéo-espagnol kaza « maison » / espagnol casa.
La distinction entre phonèmes /b~β/ et /v/, qui a disparu en espagnol moderne, a été conservée en judéo-espagnol : judéo-espagnol kantava « je chantais, il chantait » (« v » comme en français) / espagnol cantaba.

#### Consonnes
|               | Bilabiales | Labio-dentales | Dentales | Alvéolaires | Post-alvéolaires | Palatales | Vélaires |
| ------------- | ---------- | -------------- | -------- | ----------- | ---------------- | --------- | -------- |
| Nasales       | m          |                |          | n           |                  | ɲ         | (ŋ)      |
| Occlusives    | p b        |                | t d      |             |                  |           | k g      |
| Affriquées    |            |                |          |             | t͡ʃ d͡ʒ            |           |          |
| Fricatives    | (β)        | f v            | (ð)      | s z         | ʃ ʒ              |           | x (ɣ)    |
| Vibrantes     |            |                |          | ɾ / r       |                  |           |          |
| Latérales     |            |                |          | l           |                  |           |          |
| Approximantes |            |                |          |             |                  | j         | w        |

#### Voyelles
|             | Antérieures | Postérieures |
| ----------- | ----------- | ------------ |
| Fermées     | i           | u            |
| Mi-fermées  | e           | o            |
| Mi-ouvertes | (ɛ)         | (ɔ)          |
| Ouvertes    | a           | a            |

### Écriture
L'alphabet latin est le plus employé aujourd'hui. On trouve parfois l'alphabet hébreu (et plus particulièrement les caractères Rachi), ce qui est nommé aljamiado en référence à l'usage arabe.
L'alphabet grec et l'alphabet cyrillique ont été employés par le passé[Quand ?] mais se rencontrent très rarement aujourd'hui[Quand ?].

#### Alphabet latin
Après la Seconde Guerre mondiale et les événements dramatiques subis par les communautés séfarades européennes, surtout celles les Balkans, la plupart des locuteurs du judéo-espagnol sont des Juifs de Turquie, et l'orthographe la plus communément utilisée pour écrire le judéo-espagnol est l'alphabet latin turc, qui de plus se trouve être bien adapté à la phonologie du judéo-espagnol. L'Autorité Nationale du Ladino (ANL) recommande, cependant, une orthographe légèrement différente, adoptée par la revue Aki Yerushalayim et qui tendrait à se répandre.
| API  | /a/ | /b~β/ | /t͡ʃ/ | /d~ð/ | /d͡ʒ/ | /e/ | /f/ | /g~ɣ/ | /x/ | /i/ /j/ | /ʒ/ | /k/ | /l/ | /m/ | /n~ŋ/ | /ɲ/ | /o/ | /p/ | /r/ /ɾ/ | /s/ | /ʃ/ | /t/ | /u/ /w/ | /v/ | /gz/ | /j/ | /z/ |
| Turc | a   | b     | ç    | d     | c    | e   | f   | g     | h   | i       | j   | k   | l   | m   | n     | ny  | o   | p   | r       | s   | ş   | t   | u       | v   | x    | y   | z   |
| ANL  | a   | b     | ch   | d     | dj   | e   | f   | g     | h   | i       | j   | k   | l   | m   | n     | ny  | o   | p   | r       | s   | sh  | t   | u       | v   | x    | y   | z   |

L'ANL utilise le point médian « · » pour séparer s et h sans confusion avec sh /ʃ/, comme dans es·huenyo /esˈxweɲo/ « rêve » (en espagnol sueño). L'accent tonique est rarement représenté dans l'écriture, au contraire de l'espagnol.
L'orthographe du judéo-espagnol présente des différences importantes avec le castillan moderne.
Les lettres espagnoles suivantes n'existent pas : c, q, w, ñ, ll. On trouve d'autres formes à la place :
- Le c dans ca, co, cu s'écrit ka, ko, ku ; le ce, ci s'écrit se, si. Exemple : espagnol silencio / judéo-espagnol silensio.
- Le q dans que, qui s'écrit ke, ki. Exemple : espagnol quién sabe / judéo-espagnol ken save.
- Le ñ s'écrit ny. Exemple : espagnol señor / judéo-espagnol sinyor.
- Le ll s'écrit y. Exemple : espagnol gallina / judéo-espagnol gayina.
- Le x espagnol correspond à ks ou gz selon le sens de la phrase. Exemple : espagnol exilio / judéo-espagnol egzilyo.
- Le b espagnol correspond à b ou v. Exemples : espagnol boca, sobre / judéo-espagnol boka, sovre.
- Le j (jota) espagnol correspond souvent à sh (« ch » français). Exemple : espagnol lejano / judéo-espagnol leshano. Le j dans un texte judéo-espagnol se prononce toujours comme en français.

#### Alphabet hébreu
L'ancienne écriture traditionnelle du judéo-espagnol utilisait l'alphabet hébreu, surtout avec les caractères de l'écriture Rachi plutôt que ceux de l'« écriture carrée » moderne.
| Carrée           | א                | ב     | ב׳  | ג     | ג׳         | ד     | ה          | ו                  | ז   | ז׳  | ח   | ט   | י             | יי  | כ‎ ך-     | ל   | מ‎ ם- | נ‎ ן-  | ניי | ס   | ע           | פ‎ ף- | פ׳‎ ף׳- | צ‎ ץ-   | ק   | ר        | ש        | ת   |
| Rachi            |                  |       | ׳   |       | ׳          |       |            |                    |     | ׳   |     |     |               |     | ‎ -       |     | ‎ -   | ‎ -    |     |     |             | ‎ -   | ׳‎ ׳-   | ‎ -     |     |          |          |     |
| Hébreu transcrit | ʾ                | b     | b’  | g     | g’         | d     | h, -â, -eh | û, ô, w            | z   | z’  | ḥ   | ṭ   | î, ê, y       | yy  | k, ḵ     | l   | m    | n     | nyy | s   | ʿ           | p    | p’     | ts     | q   | r        | š/ś      | t   |
| Phonétique       | /a/, Ø, /e/, /o/ | /b~β/ | /v/ | /g~ɣ/ | /d͡ʒ/, /t͡ʃ/ | /d~ð/ | /a/, /e/   | /u/, /w/, /o/, /v/ | /z/ | /ʒ/ | /x/ | /t/ | /i/, /e/, /j/ | /j/ | /k/, /x/ | /l/ | /m/  | /n~ŋ/ | /ɲ/ | /s/ | Ø, /e/, /a/ | /p/  | /f/    | /(t)s/ | /k/ | /r/, /ɾ/ | /ʃ/, /s/ | /t/ |
| Écriture ANL     | a, Ø, e, o       | b     | v   | g     | dj, ch     | d     | a, e       | u, o, v            | z   | j   | h   | t   | i, e, y       | y   | k, h     | l   | m    | n     | ny  | s   | Ø, e, a     | p    | f      | (t)s   | k   | r        | sh, s    | t   |

ה (h hébreu) est utilisé en finale comme mater lectionis d'une voyelle finale.
ש (š/ś hébreu) est utilisé à la fois pour s (/s/, « ss » français) et pour sh (/ʃ/, « ch » français), et me ס (s hébreu) est généralement réservé au s judéo-espagnol, autrefois écrit c avant e ou i et ç ailleurs selon la même écriture que le castillan ancien, ce qui correspond en espagnol moderne à c avant e ou i et z (son /θ/ de l'espagnol standard).

### Vocabulaire

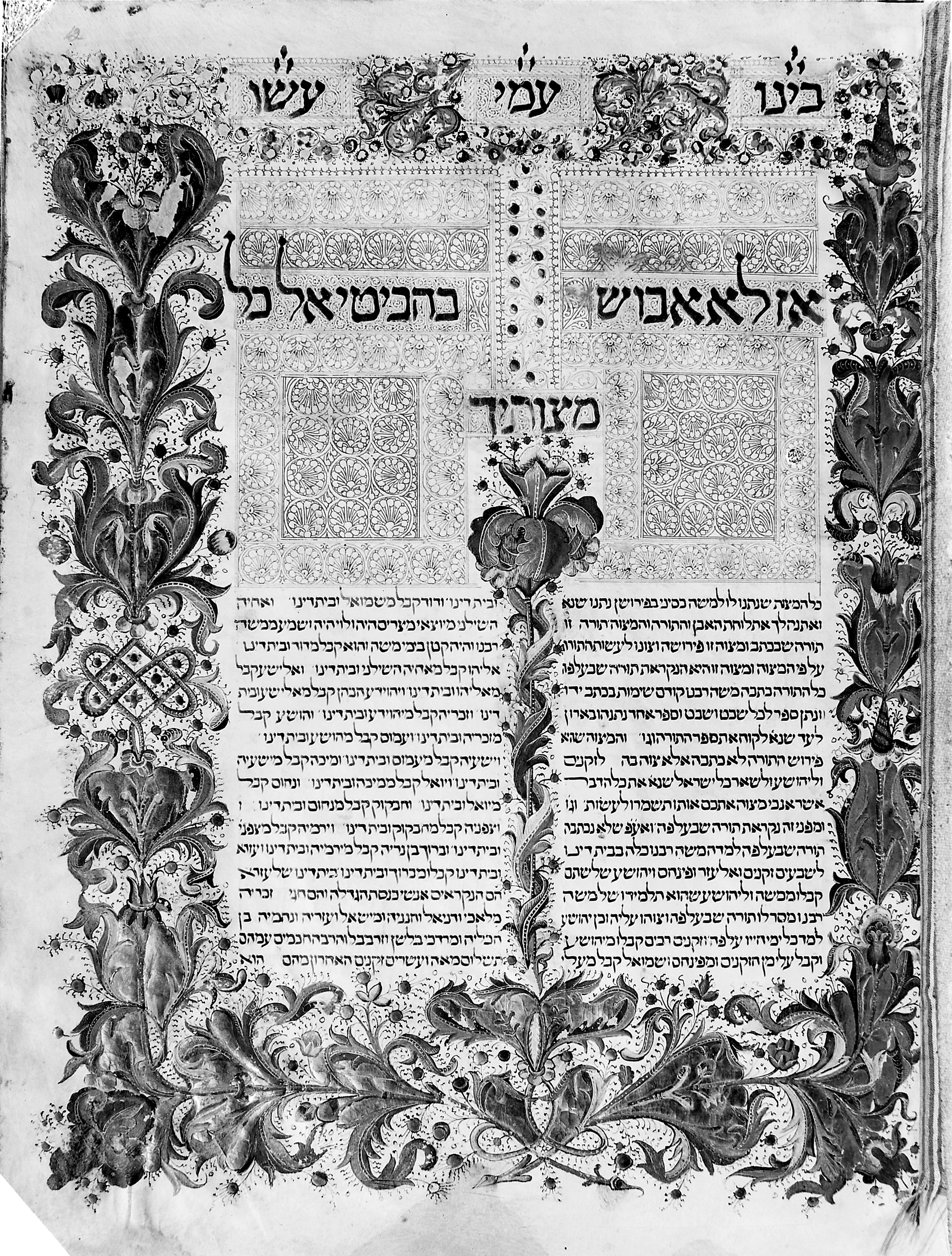
Mishné Torah de Maïmonide, traité monumental dans lequel le corps de la loi biblique et talmudique est classé et systématisé. Copie richement enluminée, écrite en judéo-espagnol carré par Salomon Ibn Zauk pour Joseph Sen David Ibn Yahya en 1492.

La base du vocabulaire judéo-espagnol est le castillan ancien mais avec de nombreuses formes populaires de l'époque, comme agora, prove, guevo, guerfano, muevo (ou nuevo), correspondant à l'espagnol moderne ahora « maintenant », pobre « pauvre », huevo « œuf », huérfano « orphelin », nuevo « nouveau » ; et avec également certains archaïsmes, comme mansevez « jeunesse » correspondant en espagnol à mancebez aujourd'hui[Quand ?] désuet. D'autres langues parlées dans des possessions de la couronne espagnole à époque ancienne ont aussi laissé leur marque sur le judéo-espagnol : ningu « personne » (catalan ningú), ayinda « encore » (galicien aínda), luvya « pluie » (aragonais luvia), lavoro « travail » (italien).
Le judéo-espagnol a ensuite emprunté des termes à de nombreuses langues de pays où ont vécu des Séfarades : turc, hébreu, italien, grec, bulgare, etc., en hispanisant généralement les verbes par un suffixe -ear : par exemple en judéo-espagnol dayanear à partir du turc dayanmak « résister, endurer ». Certains mots comme séjel « intelligence », brajá « bénédiction », ont pour origine la langue religieuse, l'hébreu (שֵׂכֶל śēḵel, בְּרָכָה brāḵâ), et des créations lexicales sont fondées sur un usage religieux écrit du type judéo-espagnol calque : akunyad(e)ar « épouser la veuve de son frère restée sans enfant » (loi du lévirat) (kunyado / espagnol cuñado « beau-frère »).
Le français a également eu une influence majeure sur le judéo-espagnol après la fondation des écoles de l'Alliance israélite universelle (AIU) en 1860, avec utilisation de -ar pour hispaniser les verbes : par exemple amuzarse à partir du français s'amuser.

### Morphologie

#### Noms
Quelques noms ont un genre grammatical différent de l'espagnol, notamment les noms abstraits en -or comme kalor « chaleur », kolor « couleur », etc., qui sont féminins en judéo-espagnol (comme en français) alors que l'équivalent est masculin en espagnol.
Le pluriel judéo-espagnol des noms d'origine hébraïque peut utiliser le pluriel hébreu au lieu du pluriel espagnol en -s :
- souvent pour les noms masculins : pluriel hébreu -im, par exemple malah « ange » / malahim « anges », sefardí « Séfarade », sefardím « Séfarades » ;
- parfois pour les noms féminins en -á : pluriel hébreu -ot, par exemple keilá « synagogue » / keilás ou keilot « synagogues »[28].

Le diminutif en judéo-espagnol est principalement -iko, mais -ito espagnol est rare : judéo-espagnol pashariko / espagnol pajarito « petit oiseau ».

#### Pronoms
Les pronoms personnels sont semblables à ceux en espagnol, avec quelques formes anciennes ou adaptées à la phonologie : eya, eyos, eyas « elle, eux, elles » (espagnol ella, ellos, ellas), mozotros/-as, vozotros/-as « nous, vous (pluriel du tutoiement) » (comme sujet ou avec préposition, espagnol nosotros/-as, vosotros/-as). « Vous » objet direct ou indirect (sans préposition a) est vos (en espagnol os), et les combinaisons de pronoms objet « nous le, vous le » (en espagnol nos lo, os lo) perdent le -s : no lo, vo lo. La tendance de l'espagnol à utiliser le comme objet direct pour une personne au masculin (appelée leísmo : lo vi « je l'ai vu (cela) », le vi « je l'ai vu (lui) », la vi « je l'ai vue ») est étendue en judéo-espagnol au féminin.
Le judéo-espagnol utilise kon mi, kon ti, kon si « avec moi, avec toi, avec soi », formes qui sont régulières, mais l'espagnol a des formes particulières conmigo, contigo, consigo.
Les pronoms démonstratifs existent en judéo-espagnol dans les deux séries este « celui-ci » et akel « celui-là », mais l'espagnol a conservé une série intermédiaire (éste / ese / aquél).
Cual(es) (interrogatif cuál(es)) de l'espagnol prend en judéo-espagnol une terminaison masculine ou féminine : kualo « (le)quel », kualos « (les)quels », kuala « (la)quelle », kualas « (les)quelles ».
Alguno, ninguno, alguna coza sont utilisés respectivement pour « quelqu'un », « personne », « quelque chose » et diffèrent des formes de l'espagnol : alguien, nadie, algo.

#### Adjectifs
Les adjectifs en -al, -ar, -or, dont le féminin est identique au masculin en espagnol, ont développé un féminin en -a en judéo-espagnol : jeneral « général » / jenerala « générale ».
Comparatifs et superlatifs sont formés de façon analogue à l'espagnol, avec más « plus » et manko « moins » (ce dernier est en espagnol menos). Les formes irrégulières mayor « plus grand », menor « plus petit », mejor « meilleur » existent comme en espagnol mais non la forme espagnole peor « pire ».
Parmi les adjectifs possessifs, sus est utilisé non seulement pour « ses » mais aussi pour « leur(s) » : su kaza « sa maison » / sus kaza « leur maison » (en espagnol les deux sont su casa).
Les numéraux ordinaux sont formés avec le suffixe -eno et sont davantage réguliers qu'en espagnol : kuatreno, sinkeno, sejeno, seteno « quatrième, cinquième, sixième, septième » (espagnol quarto, quinto, sexto, séptimo).

#### Verbes
Voici la conjugaison des verbes réguliers, au présent et au passé simple, comparée à celle de l'espagnol. La deuxième personne du pluriel « vous » correspond en judéo-espagnol à la fois au vozotros de pluriel du tutoiement et au vos de vouvoiement, comme en français et au contraire de l'espagnol moderne qui vouvoie avec usted(es) à la troisième personne du singulier :
|            | Judéo-espagnol          | Judéo-espagnol         | Judéo-espagnol        | Espagnol                | Espagnol               | Espagnol              |
|            | -ar : favlar « parler » | -er : komer « manger » | -ir : bivir « vivre » | -ar : hablar « parler » | -er : comer « manger » | -ir : vivir « vivre » |
|            | Présent                 | Présent                | Présent               | Présent                 | Présent                | Présent               |
| ---------- | ----------------------- | ---------------------- | --------------------- | ----------------------- | ---------------------- | --------------------- |
| je         | favlo                   | komo                   | bivo                  | hablo                   | como                   | vivo                  |
| tu         | favlas                  | komes                  | bives                 | hablas                  | comes                  | vives                 |
| il, elle   | favla                   | kome                   | bive                  | habla                   | come                   | vive                  |
| nous       | favlamos                | komemos                | bivimos               | hablamos                | comemos                | vivimos               |
| vous       | favlásh                 | komésh                 | bivísh                | habláis                 | coméis                 | vivís                 |
| ils, elles | favlan                  | komen                  | biven                 | hablan                  | comen                  | viven                 |
|            | Passé simple            |                        |                       |                         |                        |                       |
| je         | favlí                   | komí                   | biví                  | hablé                   | comí                   | viví                  |
| tu         | favlates                | komites                | bivites               | hablaste                | comiste                | viviste               |
| il, elle   | favló                   | komyó                  | bivyó                 | habló                   | comió                  | vivió                 |
| nous       | favlimos                | komimos                | bivimos               | hablamos                | comimos                | vivimos               |
| vous       | favlatesh               | komitesh               | bivitesh              | hablasteis              | comisteis              | vivisteis             |
| ils, elles | favlaron                | komyeron               | bivyeron              | hablaron                | comieron               | vivieron              |

On peut noter que :
- dans les terminaisons « vous », -sh a remplacé -is de l'espagnol ;
- au passé simple, la première personne (« je » et « nous ») a uniformisé la voyelle -i- en y incluant les verbes en -ar[36] ;
- au passé simple dans les terminaisons « tu », -tes a remplacé l'espagnol -ste (perte du -s- médian et ajout d'un -s final).

Au futur, la terminaison « vous » après la base de l'infinitif est -edesh au lieu de l'espagnol -éis : judéo-espagnol biviredesh / espagnol viviréis « vous vivrez ». Le futur simple est par ailleurs bien moins usuel que le futur périphrastique avec ir a « aller » + infinitif. Le conditionnel existe par contre aussi bien sous la forme simple, par exemple yevaría « j'apporterais » analogue à l'espagnol llevaría, que sous une forme composée de même sens avía a yevar (mot à mot « j'avais à apporter »).
D'autres constructions périphrastiques inexistantes en espagnol sont :
- venir de + infinitif : emprunté au français « venir de » et de même sens ;
- tornar i + infinitif avec pronom personnel, pour exprimer la répétition, par exemple vos invitamos a tornar i escucharmos « nous vous invitons à nous réécouter » : mot à mot « tourner et », calque de l'hébreu (sens proche mais syntaxe différente de l'espagnol volver a qui est mot à mot « retourner/revenir à »)[38].

À l'impératif, la métathèse dl > ld est conservée alors qu'elle a disparu en espagnol moderne : judéo-espagnol kantaldo / espagnol cantadlo « chantez-le ».
À l'infinitif et au gérondif, la forme réflexive -se prend une marque de pluriel : kere lavarse « il veut se laver » / keren lavarsen « ils veulent se laver » (en espagnol quiere lavarse / quieren lavarse) ; ce fonctionnement est celui de l'aragonais et non du castillan.
Parmi les verbes irréguliers, en judéo-espagnol les formes do, vo, so, estó, respectivement « je donne », « je vais », « je suis » et « je suis, je me trouve être », ont été conservées de l'ancien espagnol, mais en espagnol moderne, elles sont doy, voy, soy, estoy. La conjugaison de ser « être » au présent est so/se, sos, es, somos/semos, sosh, son (en espagnol soy, eres, es, somos, sois, son).
Les temps composés utilisent l'auxiliaire « avoir » aussi bien sous forme du verbe aver que du verbe tener ; la conjugaison irrégulière du premier dans ses formes de présent est alors a, as, a, amos, ash, an ou ave, aves, ave, avemos, avésh, aven (en espagnol he, has, ha, habemos, habéis, han).

## Publications

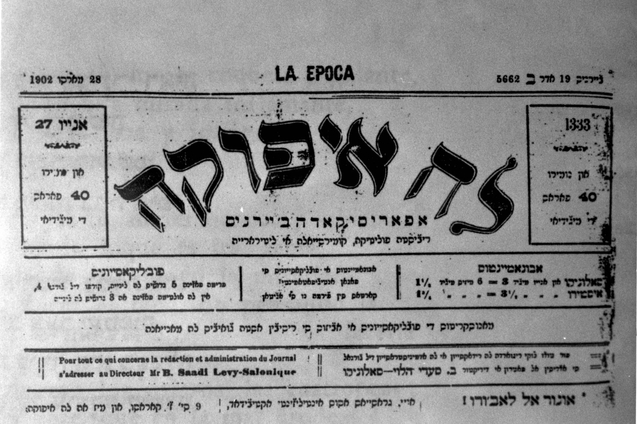
La Epoca, journal de Salonique (empire ottoman) en judéo-espagnol, 1902.

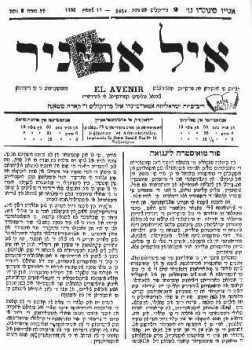
El Avenir, journal en judeo-espagnol publié à Salonique, du 16 décembre 1897.

On décompte 105 journaux en judéo-espagnol à Salonique, 25 à Istanbul et 23 à Izmir pour la période 1860-1930. Les publications en judéo-espagnol totalisent environ 300 @titres entre les années 1860 et la fin du XXe siècle,,.
Il en subsiste une infime partie aujourd'hui[Quand ?]. L'hebdomadaire Şalom est un périodique turc écrit en partie en judéo-espagnol (à hauteur d'un sixième aujourd'hui[Quand ?]), soit une page en judéo-espagnol sur 6, 8 ou 10 en turc.
El Amaneser est un mensuel d’Istanbul exclusivement rédigé en ladino et qui paraît depuis 2005.
La revue culturelle Aki Yerushalayim est aussi intégralement publiée dans la langue judéo-espagnole.

## Auteurs
Des écrivains et des poètes, comme Margalit Matitiahu et Myriam Moscona ; des musiciens, comme la chanteuse turque-israélienne SuZy, Yasmin Levy, Noam Vazana, ou encore Judy Frankel (lad), de San Francisco, sont attachées à retrouver des chansons traditionnelles, ce qui a alimenté la création contemporaine dans cette langue.
Le fonds Israël Salvator Révah (de) (1917-1973) contient les textes numérisés de dix-sept romans des années 1930 en judéo-espagnol.
- Mor Karbasi (1986-), autrice-compositrice-interprète

## Autres
La Radio Nacional de España possède un programme culturel en ladino, appelé Emisión en Sefardí, diffusé le lundi au Moyen-Orient et en Méditerranée et le mardi en Amérique.

### Associations, revues et périodiques
- Association et revue Vidas Largas, pour la défense et la promotion de la langue et de la culture judéo-espagnoles : 37, rue Esquirol - 75013 Paris. Cette association a trois filiales : Marseille, Lyon et Genève.
- France Mabatt, Association des Judéo-Espagnols originaires du nord du Maroc : c/o J. Pimienta, 128, rue Legendre - 75017 Paris.
- Nouvelles de l'Institut d'Études du Judaïsme, U.L.B., Bruxelles.
- Los Muestros, La boz de los Sefaradim - La voix des Sépharades - The Sephardic Voice : 66, avenue de Messidor - 1180 Bruxelles.
- Sefarad, Institut Arias Montano : CSIC, Medinaceli, 4 - Madrid 14.
- Annual (Godichnik) : Organisation sociale et culturelle des Juifs de Bulgarie: 50 boulevard Stamboliisky - Sofia.
- Erencia (États-Unis).
- Aki Yerushalayim, Jérusalem - uniquement en judéo-espagnol - P.O.B. 1082 - Jérusalem.
- Shalom, Istanbul, hebdomadaire en turc, 1/6 en judéo-espagnol.
- Jevrejski Pregled, Fédération des communautés juives de Yougoslavie : Ul. 7 jula, 71a post, fah 881- Belgrade.
- Communauté Israélite de Thessalonique : 24, rue Tsimiski - Thessaloniki.
- World Sephardi Federation : 67/8, Hatton Garden - Londres[17].

#### Dictionnaire
- (lad) Diksionario de Ladinokomunita : dictionnaire judéo-espagnol / Espagnol / Anglais / Turc

#### Littérature
- (fr) « Littérature judéo-espagnole problématique », article d'Haïm Vidal Séphiha.

#### Musique
- (en) Musique en judéo-espagnol : SuZy, Margalit Matitiahu…